# Parque nacional Shenandoah
El parque nacional Shenandoah  /ˈʃɛnənˌdoʊə/ (a menudo  /ˈʃænənˌdoʊə/) es un parque nacional estadounidense que abarca parte de la cordillera Azul en la Commonwealth de Virginia. El parque es largo y estrecho, con el río Shenandoah y su amplio valle al oeste, y las onduladas colinas del pedemonte de Virginia, al este. Skyline Drive es la carretera principal del parque, que generalmente atraviesa cerca de la cresta de las montañas. Casi el 40% del área terrestre, 322 km², se ha designado como área silvestre y está protegida como parte del Sistema Nacional de Conservación de la Vida Silvestre. El pico más alto es la montaña Hawksbill, con una altitud de 1235 m.

## Geografía

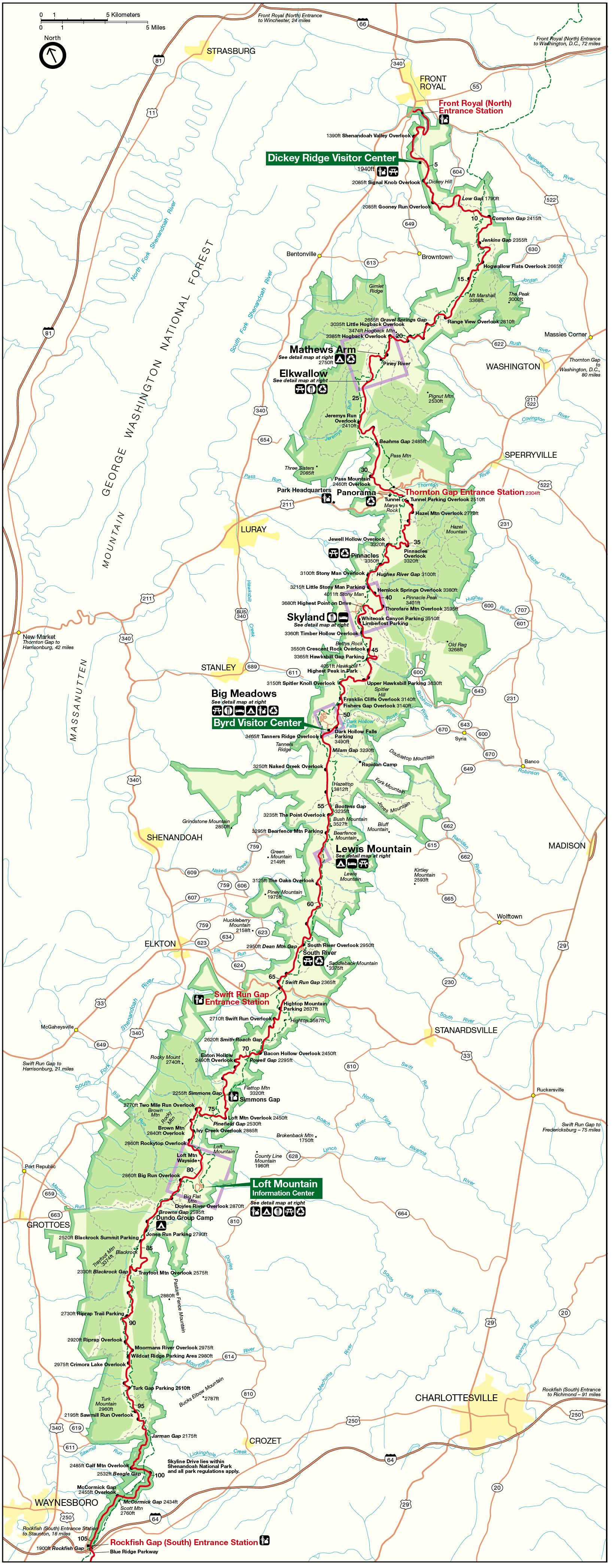
Mapa del parque (haga clic en el mapa para ampliarlo)

El parque abarca partes de ocho condados. En el lado oeste de Skyline Drive se encuentran, de noreste a suroeste, los condados de Warren, Page, Rockingham y Augusta. En el lado este de Skyline Drive se encuentran los condados de Rappahannock, Madison, Greene y Albemarle. El parque se extiende por 169 km a lo largo de Skyline Drive desde cerca de la ciudad de Front Royal en el noreste hasta cerca de la ciudad de Waynesboro en el suroeste. La sede del parque se encuentra en Luray.

## Geología
El parque nacional Shenandoah se encuentra a lo largo de la cordillera Azul, en el centro-norte de Virginia. Estas montañas forman un altiplano distinto que se eleva a elevaciones superiores a los 1200 m. El relieve topográfico local entre la cordillera Azul y el valle de Shenandoah excede los 910 m en algunos lugares. La cresta de la cordillera divide la cuenca hidrográfica del río Shenandoah, parte de la cuenca del río Potomac, en el lado oeste, de las cuencas del río James y Rappahannock en el lado este.
Algunas de las rocas expuestas en el parque datan de más de 1000 millones de años, lo que las convierte en las más antiguas de Virginia. El lecho rocoso en el parque incluye rocas de basamento granítico de la edad de Grenville (1200 a 1000 millones de años) y una secuencia de cobertura de rocas sedimentarias y volcánicas neoproterozoicas metamorfoseadas (570 a 550 millones de años) de las formaciones Swift Run y Catoctin. En Compton Peak se pueden ver columnas de basalto metamorfoseado de la Formación Catoctina. Las rocas clásticas del grupo Chilhowee son de edad cámbrica temprana (542 a 520 millones de años). Los depósitos superficiales cuaternarios son comunes y cubren gran parte del lecho rocoso en todo el parque.
El parque está ubicado a lo largo de la parte occidental del anticlinorio cordillera Azul, una estructura paleozoica a escala regional en el margen oriental del cinturón de plegado y empuje de los Apalaches. Las rocas dentro del parque se doblaron, fallaron, distorsionaron y metamorfosearon durante la orogenia aleganiana del Paleozoico tardío (hace 325 a 260 millones de años). La accidentada topografía de la cordillera Azul es el resultado de la erosión diferencial durante el Cenozoico, aunque en la región se produjo alguna actividad tectónica post-paleozoica.

## Historia

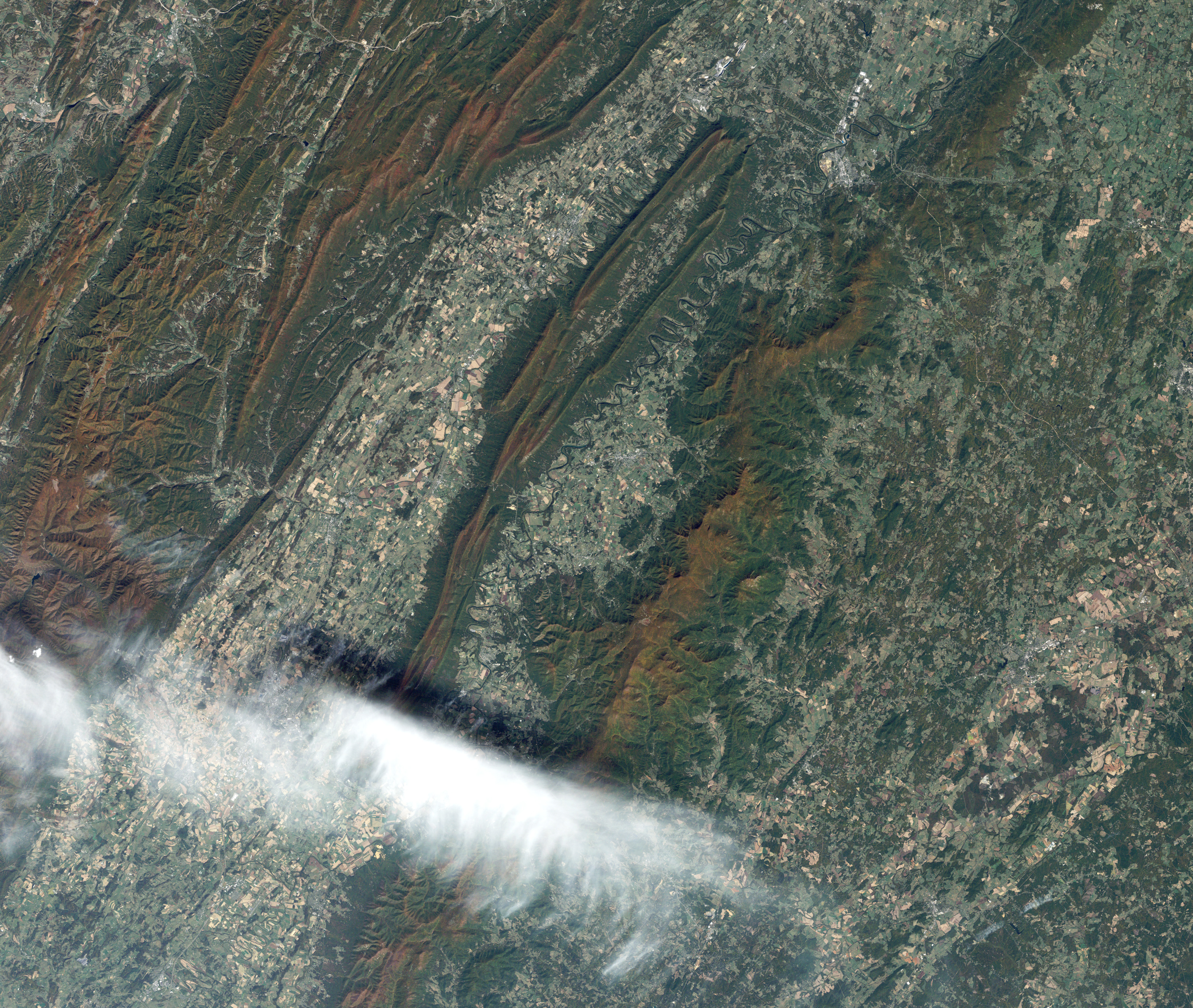
Vista satélite de Shenandoah en otoño, la temporada de observación de hojas

### Creación del parque
La legislación para crear un parque nacional en las montañas Apalaches fue introducida por primera vez por el congresista de primer año de Virginia Henry D. Flood en 1901, pero a pesar del apoyo del presidente Theodore Roosevelt, no se aprobó. El primer parque nacional fue Yellowstone, en Wyoming, Montana e Idaho. Se convirtió en ley en 1872. El parque nacional Yosemite fue creado en 1890. Cuando el Congreso creó el Servicio de Parques Nacionales (SPN) en 1916, parques adicionales habían mantenido el patrón occidental (Crater Lake en 1902, Wind Cave en 1903, Mesa Verde en 1906, luego Denali en 1917). Grand Canyon, Zion y Acadia se crearon en 1919 durante la administración del presidente Woodrow Wilson, nacido en Virginia. Acadia finalmente rompió el molde occidental y se convirtió en el primer parque nacional del este. También se basó en donaciones de ricos terratenientes privados Stephen Mather, el primer director de SPN, vio la necesidad de un parque nacional en los estados del sur y solicitó propuestas en su informe de fin de año de 1923. En mayo de 1925, el Congreso y el presidente Calvin Coolidge autorizaron al NPS a adquirir un mínimo de 1011,7 km² y un máximo de 2108,4 km² para formar el parque nacional Shenandoah, y también autorizó creación del parque nacional de las Grandes Montañas Humeantes. Sin embargo, la legislación también requería que no se usaran fondos federales para adquirir la tierra. Por lo tanto, Virginia necesitaba recaudar fondos privados y también podría autorizar fondos estatales y usar su poder de dominio eminente (expropiación) para adquirir la tierra para crear el parque nacional Shenandoah.
El candidato a gobernador demócrata de Virginia (y sobrino del difunto congresista Flood), Harry F. Byrd, apoyó la creación del parque nacional Shenandoah, al igual que su amigo William E. Carson, un hombre de negocios que se había convertido en el primer presidente de la Comisión de Conservación y Desarrollo de Virginia. El desarrollo de los parques nacionales occidentales había ayudado al turismo, que generó puestos de trabajo, que Byrd y los políticos locales apoyaron. La tierra que se convirtió en el parque Shenandoah era pintoresca, montañosa y también había perdido aproximadamente la mitad de sus árboles debido al tizón del castaño (que era incurable y afectó a los árboles cuando alcanzaron la madurez). Sin embargo, se había mantenido como propiedad privada durante más de un siglo, por lo que existían muchas granjas y huertos. Después de que Byrd se convirtió en gobernador y convenció a la legislatura de asignar $1 millón para la adquisición de tierras y otros trabajos, Carson y sus equipos (incluidos los topógrafos y su hermano Kit, que era el socio legal de Byrd) trataron de averiguar quién era el propietario de la tierra. Descubrieron que consistía en más de 5000 parcelas, algunas de ellas habitadas por agricultores arrendatarios o ocupantes ilegales (que no eran elegibles para recibir compensación). Algunos terratenientes, incluido el adinerado propietario del complejo turístico George Freeman Pollock y Luray Realtor y el desarrollador L. Ferdinand Zerkel, habían querido durante mucho tiempo que se creara el parque y habían formado la Asociación de Parques del Norte de Virginia para ganarse el apoyo del comité de selección de parques nacionales. Sin embargo, muchas familias locales que habían vivido en la zona durante generaciones (especialmente las personas mayores de 60 años) no querían vender sus tierras y algunas se negaban a venderlas a cualquier precio. Carson prometió que si vendían a la Commonwealth, aún podrían vivir de sus granjas por el resto de sus vidas. Carson también presionó al nuevo presidente, Herbert Hoover, quien compró tierras para establecer un campamento de pesca de vacaciones cerca de la cabecera del río Rapidan (y finalmente lo donaría al parque cuando dejara el cargo; permanece como Rapidan Camp).

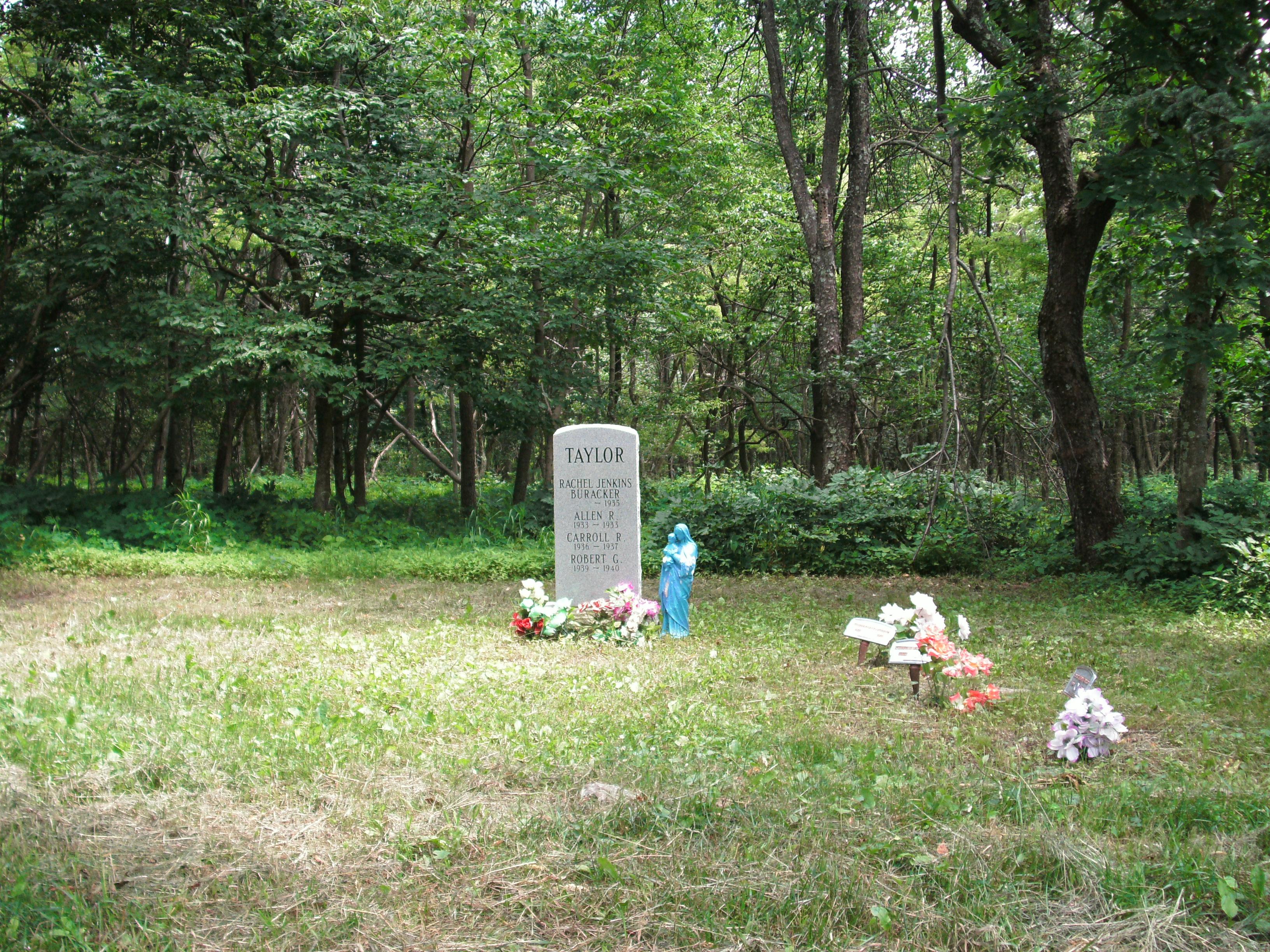
Un pequeño cementerio familiar a lo largo de Skyline Drive

La mancomunidad de Virginia adquirió lentamente la tierra a través de un dominio eminente y luego se la dio al gobierno federal de los Estados Unidos para establecer el parque nacional. El hermano de Carson sugirió que la legislatura de Virginia autorice la expropiación por parte de los condados (seguida de arbitraje para las parcelas individuales) en lugar de condenar cada parcela. Algunas familias aceptaron los pagos porque necesitaban el dinero y querían escapar del estilo de vida de subsistencia. Casi el 90%de los habitantes trabajaba la tierra para ganarse la vida: vendiendo madera, carbón vegetal o cultivos. Anteriormente habían podido ganar dinero para comprar suministros cosechando las ahora raras castañas, trabajando durante la temporada de cosecha de manzanas y duraznos (pero la sequía de 1930 devastó esos cultivos y mató muchos árboles frutales), vendiendo textiles y artesanías hechas a mano. (desplazados por las fábricas) y moonshine (ilegal después de que comenzara la Prohibición).
Sin embargo, Carson y los políticos no buscaron la opinión de los ciudadanos al principio del proceso, ni los convencieron de que podían vivir mejor en una economía turística. En cambio, comenzaron con una campaña publicitaria para recaudar fondos y evaluaciones y encuestas de propiedades en los juzgados. Tras la muerte de Mather en 1929, el nuevo director de SPN, Horace M. Albright, también decidió que la agencia federal solo aceptaría terrenos baldíos, por lo que incluso los residentes mayores se verían obligados a irse. Por lo tanto, muchas familias y comunidades enteras se vieron obligadas a abandonar partes de las cordillera Azul en ocho condados de Virginia. Aunque el derecho de paso de Skyline Drive se compró a los propietarios sin expropiación, los costos de la superficie comprada se triplicaron con respecto a las estimaciones iniciales y la superficie disminuyó a lo que Carson llamó una forma de "espina de pescado" y otras, una "cinta de presupuesto". Aunque Byrd y Carson convencieron al Congreso de reducir el tamaño mínimo del parque Shenandoah a poco más de 647,5 km² para eliminar algunas tierras de alto precio, en 1933 el recién elegido presidente Franklin D. Roosevelt decidió crear también el Blue Ridge Parkway para conectarse con Skyline Drive en construcción en la cresta del parque nacional Shenandoah, que requirió condenas adicionales.
Cuando muchas familias continuaron negándose a vender sus tierras en 1932 y 1933, los proponentes cambiaron de táctica. Freeman contrató a la trabajadora social Miriam Sizer para enseñar en una escuela de verano que había establecido cerca de una de sus comunidades de trabajadores y le pidió que escribiera un informe sobre las condiciones en las que vivían. Aunque luego fue desacreditado, el informe describió a la población local como muy pobre y endogámica y pronto se utilizó para apoyar los desalojos forzosos y la quema de antiguas cabañas para que los residentes no regresaran a escondidas. Los sociólogos de la Universidad de Chicago, Fay-Cooper Cole y Mandel Sherman, describieron cómo las pequeñas comunidades de valles o huecos habían existido "sin contacto con la ley o el gobierno" durante siglos, que algunos asimilaron a una popular tira cómica Li'l Abner y su comunidad ficticia, Dogpatch. En 1933, Sherman y el periodista Thomas Henry publicaron Hollow Folk dibujando ojos compasivos sobre las condiciones locales y los "campesinos". Como en muchas áreas rurales de la época, la mayoría de las granjas remotas en Shenandoah carecían de electricidad y, a menudo, de agua corriente, así como de acceso a escuelas e instalaciones de salud durante muchos meses. Sin embargo, Hoover había contratado a la maestra rural con experiencia Christine Vest para enseñar cerca de su casa de verano (y que creía que los otros informes eran exagerados, al igual que los maestros misioneros episcopales en otras áreas de la cordillera Azul).

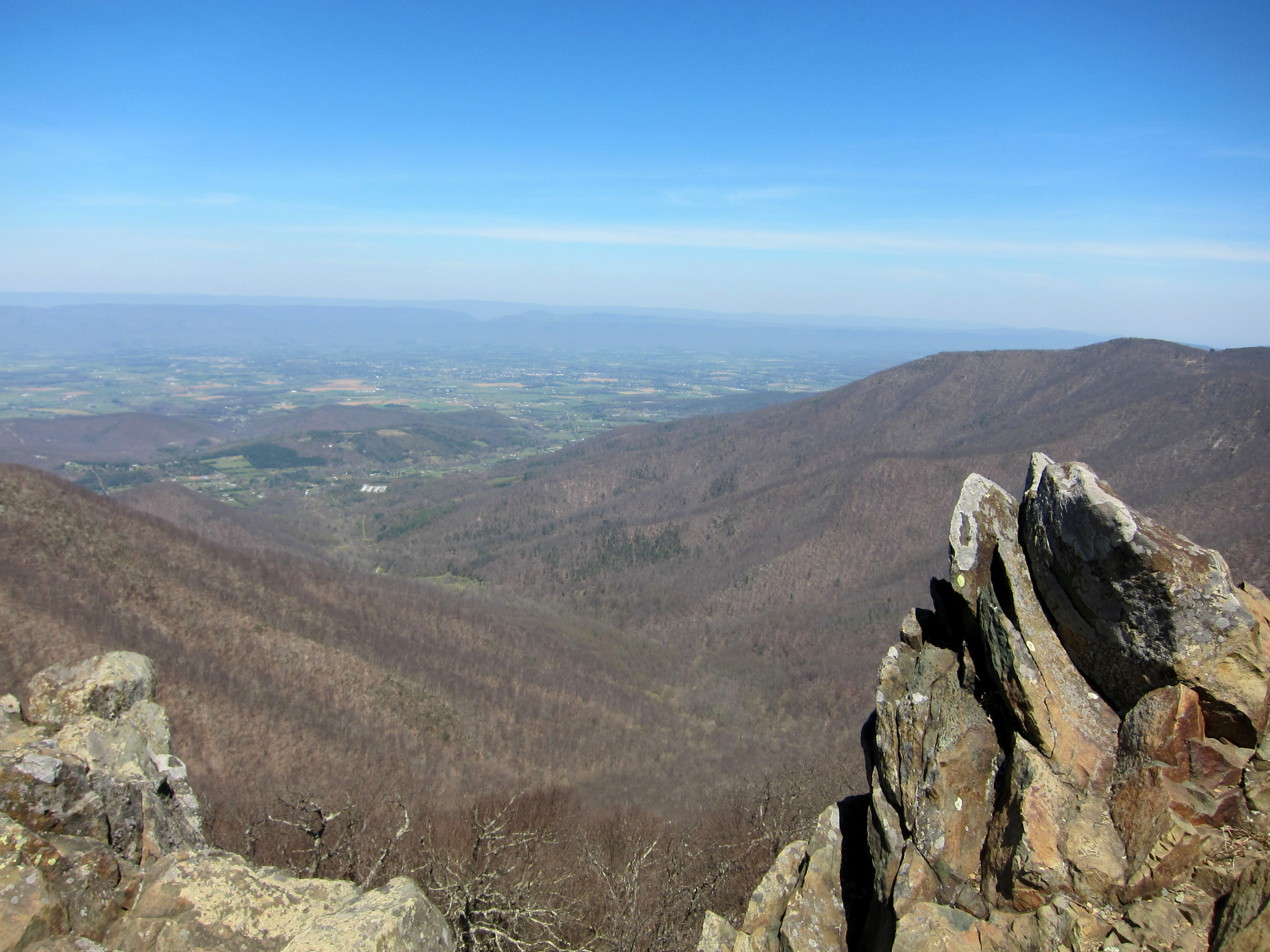
Vista desde la cima de la Montaña Carey

Carson había tenido la ambición de convertirse en gobernador en 1929 y 1933, pero Byrd seleccionó a George C. Peery de la región suroeste de Virginia para suceder al este de Pollard. Después de ganar las elecciones, el sucesor de Peery y Carson establecería el sistema de parques estatales de Virginia, aunque los planes para reubicar a los residentes reacios siguieron cambiando y básicamente fracasaron. Carson había esperado encabezar esa nueva agencia estatal, pero no fue seleccionado debido a sus crecientes diferencias con Byrd, por los honorarios que debía a su hermano y especialmente por los desalojos que comenzaron a fines de 1933 en contra de su consejo, pero de conformidad con las nuevas políticas federales y que obtuvieron mucho publicidad negativa.
La mayoría de las familias reacias provenían de los condados centrales del parque (Madison, Page y Rappahannock), no de los condados del norte más cercanos a las bases de Byrd y Carson, o del extremo sur donde los residentes podían ver los beneficios del turismo en Monticello de Thomas Jefferson desde la década de 1920, como así como los trabajos disponibles en Shenandoah y los nuevos proyectos de Blue Ridge. En 1931 y 1932, a los residentes se les permitió solicitar a la agencia estatal que se quedaran un año más para recolectar cosechas, etc. Sin embargo, algunos se negaron a cooperar en cualquier medida, otros querían continuar usando los recursos ahora protegidos (incluida la madera o las casas y jardines desocupados por otros), y muchos encontraron el proceso de permisos arbitrario. El empresario Robert H. Via presentó una demanda contra las expropiaciones en 1934 pero no prevaleció (y terminó mudándose a Pensilvania y nunca cobró su cheque de expropiación).
Carson anunció su renuncia a su trabajo no remunerado a partir de diciembre de 1934. Como uno de sus actos finales, Carson escribió al nuevo director de SPN, Arno B. Cammerer, instando a que 60 personas mayores de 60 años cuyas tramas no fueran visibles desde el nuevo Skyline Drive no ser desalojado. Cuando los desalojos siguieron creando publicidad negativa en 1935, el fotógrafo Arthur Rothstein se coordinó con los autores de Hollow Folk y luego fue a documentar las condiciones que afirmaban.

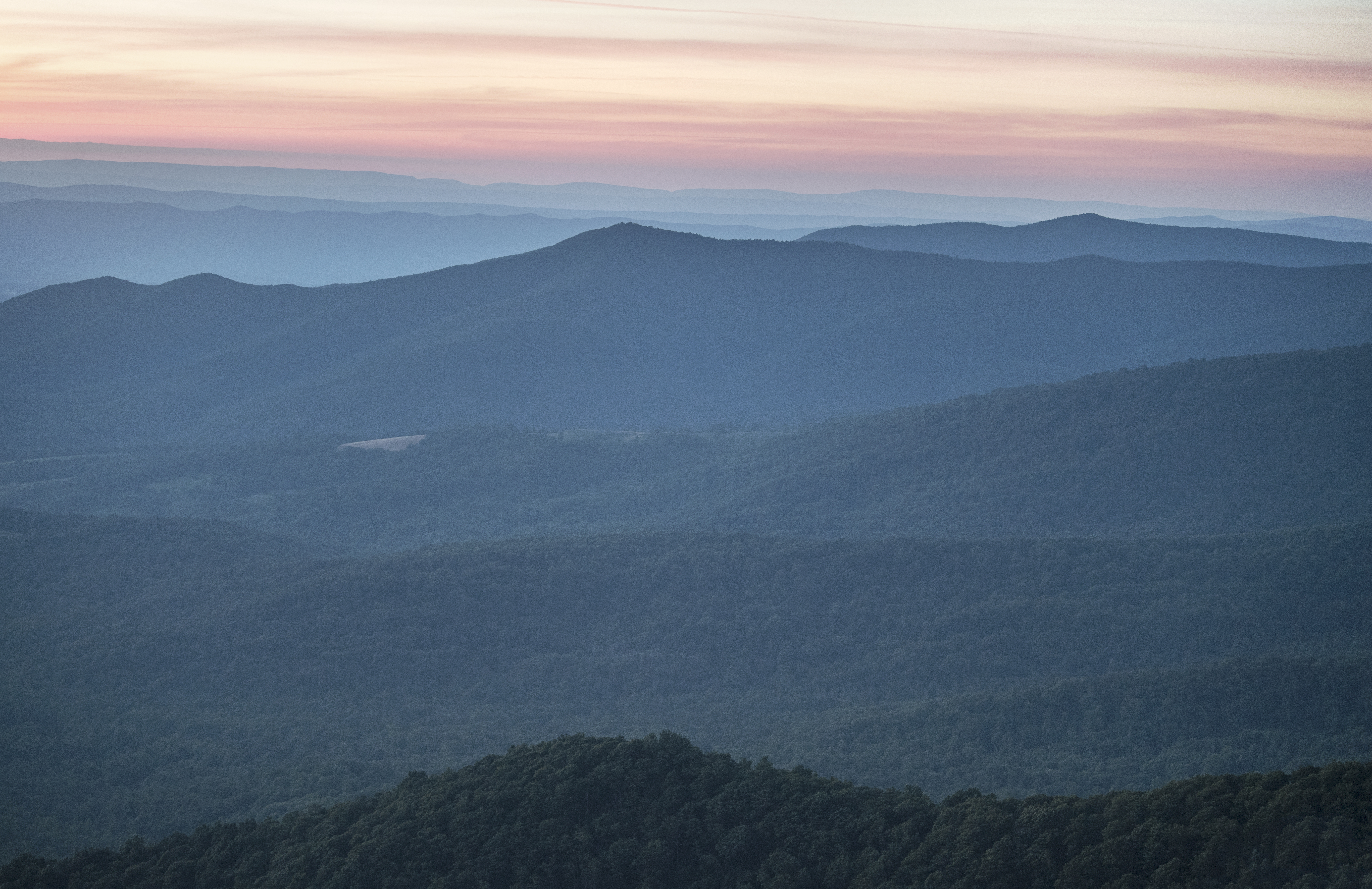
Vista desde Skyline Drive

La creación del parque tuvo beneficios inmediatos para algunos virginianos. Durante la Gran Depresión, muchos jóvenes recibieron capacitación y trabajos a través del Cuerpo Civil de Conservación (CCC). El primer campamento CCC en Virginia se estableció en el bosque nacional George Washington cerca de Luray, y el gobernador Pollard llenó rápidamente su cuota inicial de 5000 trabajadores. Cerca de 1000 hombres y niños trabajaron en Skyline Drive, y alrededor de 100000 trabajaron en Virginia durante la existencia de la agencia. En el Parque Shenandoah, los equipos de CCC eliminaron muchos de los castaños muertos cuyos esqueletos estropearon las vistas en el nuevo parque, así como también construyeron senderos e instalaciones. Los ingresos por turismo también se dispararon. Por otro lado, se asignó a cuadrillas de CCC para quemar y destruir algunas cabañas en el parque, para evitar que los residentes regresaran. Además, el Secretario del Interior de los Estados Unidos, Harold L. Ickes, que tenía jurisdicción sobre el SPN y jurisdicción parcial sobre la CCC, intentó usar su autoridad para obligar a Byrd a cooperar en otros proyectos del New Deal.
El parque nacional Shenandoah finalmente se estableció el 26 de diciembre de 1935, y pronto comenzó la construcción de Blue Ridge Parkway que Byrd quería. El presidente Franklin Delano Roosevelt inauguró formalmente el parque nacional Shenandoah el 3 de julio de 1936. Finalmente, a unas 40 personas (en la "lista Ickes") se les permitió vivir sus vidas en la tierra que se convirtió en el parque. Uno de ellos fue George Freeman Pollock, cuya residencia Killahevlin se incluyó más tarde en el Registro Nacional, y cuyo Skyland Resort reabrió bajo un concesionario en 1937. Carson también donó un terreno significativo; una montaña en el parque ahora lleva su nombre y los carteles reconocen sus contribuciones. La última residente de la abuela fue Annie Lee Bradley Shenk. Los empleados de NPS la habían cuidado y cuidado desde 1950; murió en 1979 a los 92 años. La mayoría de los demás se fueron en silencio. Hezekiah Lam, de 85 años, explicó: "No estoy tan loco por dejar estas colinas, pero nunca creí en estar en contra del Gobierno. Firmé todo lo que me pidieron".

### Segregación y desegregación

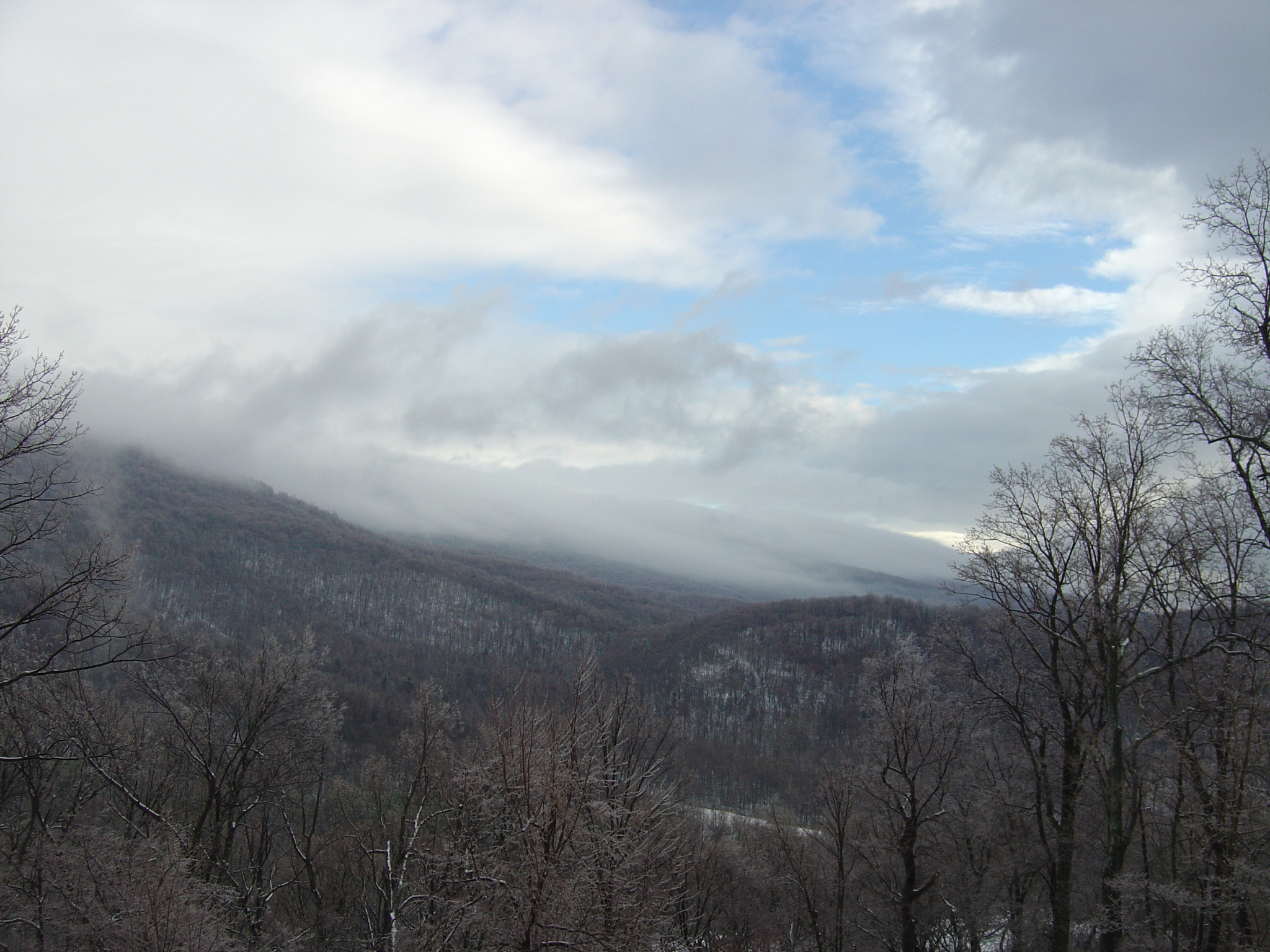
Mount Marshall y Hogback Mountain cubiertos de nubes en invierno

A principios de la década de 1930, el Servicio de Parques Nacionales comenzó a planificar las instalaciones del parque y previó disposiciones separadas para negros y blancos. En ese momento, en Jim Crow Virginia, la segregación racial estaba a la orden del día. En su transferencia del parque al gobierno federal, Virginia inicialmente intentó prohibir completamente a los afroamericanos del parque, pero se conformó con hacer cumplir sus leyes de segregación en las instalaciones del parque.
Para la década de 1930, había varias concesiones operadas por empresas privadas dentro del área que se convertiría en el parque, algunas de las cuales se remontan a fines del siglo XIX. Estas primeras instalaciones privadas en Skyland Resort, Panorama Resort y Swift Run Gap fueron operadas solo para blancos. En 1937, el Servicio de Parques aceptó una oferta de Virginia Sky-Line Company para hacerse cargo de las instalaciones existentes y agregar nuevos alojamientos, cabañas y otras comodidades, incluido Big Meadows Lodge. Según su plan, todos los sitios de los parques, salvo uno, eran "solo para blancos". Su plan incluía una instalación separada para afroamericanos en Lewis Mountain: un área de pícnic, un albergue más pequeño, cabañas y un campamento. El sitio se inauguró en 1939 y era sustancialmente inferior a las otras instalaciones del parque. Para entonces, sin embargo, el Departamento del Interior estaba cada vez más ansioso por eliminar la segregación de todos los parques. El área de pícnic de Pinnacles fue seleccionada para ser el sitio integrado inicial en Shenandoah, pero Virginia Sky-Line Company continuó resistiéndose y distribuyó mapas que mostraban a Lewis Mountain como el único sitio para afroamericanos. Durante la Segunda Guerra Mundial, las concesiones cerraron y el uso del parque se desplomó. Pero una vez que terminó la guerra, en diciembre de 1945, el SPN ordenó que todas las concesiones en todos los parques nacionales debían ser segregadas. En octubre de 1947 se integraron los comedores de Lewis Mountain y Panorama y, a principios de 1950, el mandato se cumplió por completo.

### Historia social
Particularmente después de la década de 1960, las operaciones del parque se ampliaron de centradas en la naturaleza para incluir la historia social. El Potomac Appalachian Trail Club había restaurado algunas cabañas a partir de la década de 1940 y las puso a disposición de los excursionistas durante la noche. Algunos residentes desplazados (y sus descendientes) crearon Children of the Shenandoah para presionar por presentaciones más equilibradas.
En la década de 1990, el parque contrató especialistas en recursos culturales y realizó un inventario arqueológico de las estructuras existentes, el Estudio de asentamientos rurales de montaña. Finalmente, el nuevo enfoque del parque en los recursos culturales coincidió con la agitación de una organización descendiente conocida como los Hijos de Shenandoah, que resultó en la eliminación de exhibiciones interpretativas cuestionables. Se iniciaron caminatas y recorridos que explicaron la historia social de los montañeses desplazados.

## Atracciones

### Skyline Drive

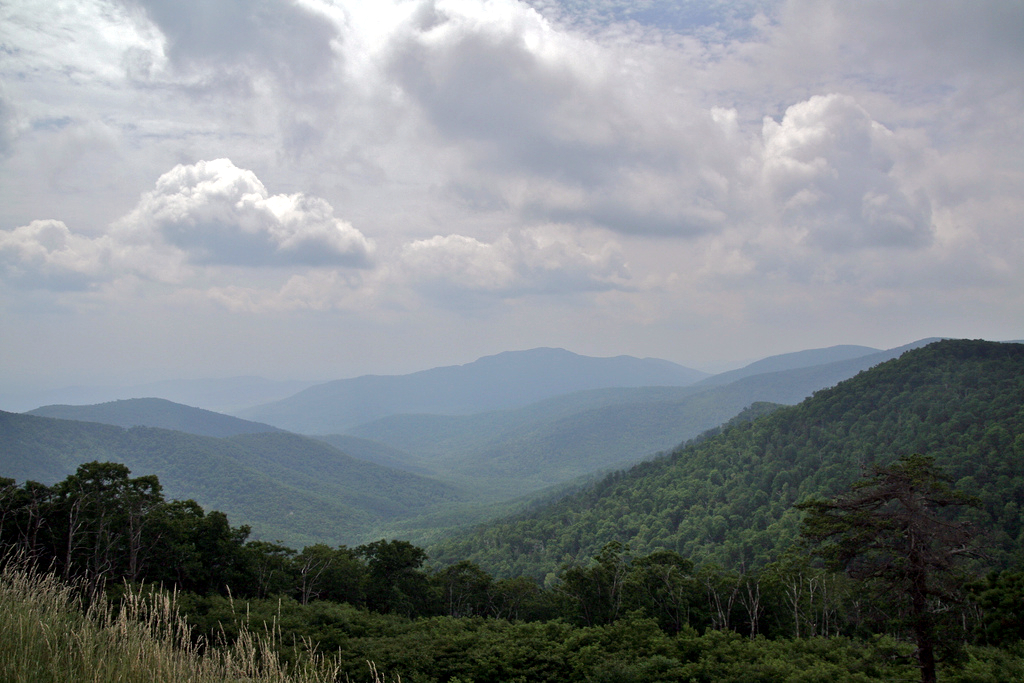
Vista desde el mirador Pinnacles Overlook de Skyline Drive

El parque es conocido por Skyline Drive, una carretera de 169 km que corre a lo largo del parque a lo largo de la cresta de las montañas. 163 km del sendero de los Apalaches también se encuentran en el parque. En total, hay más de 800 km de senderos dentro del parque. También hay paseos a caballo, campamentos, andar en bicicleta y una serie de cascadas. Skyline Drive es la primera carretera del Servicio de Parques Nacionales al este del río Misisipi que figura como Monumento Histórico Nacional en el Registro Nacional de Lugares Históricos. También está designado como un National Scenic Byway.

### Camping salvaje
El parque nacional Shenandoah ofrece 793,2 km² de campamentos silvestres y en la naturaleza. Mientras están en el campo, los acampantes deben usar una política de "No Dejar Rastro" que incluye enterrar excrementos y no hacer fogatas.
Los acampantes silvestres también deben tener cuidado con la vida silvestre como los osos y las serpientes venenosas. Los acampantes deben suspender su comida de los árboles mientras no la usen en "bolsas para osos" o botes para osos aprobados por el parque para evitar alimentar involuntariamente a los osos, que sino se habitúan a los humanos y su comida y, por lo tanto, se podrían tornar peligrosos. Todos los animales están protegidos por la ley federal.

### Alojamiento

#### Campamentos y cabañas
La mayoría de los campamentos están abiertos de abril a octubre y noviembre. Hay cinco campamentos principales:
- Campamento Mathews Arm
- Campamento Big Meadows
- Campamento Lewis Mountain
- Campamento Loft Mountain
- Campamento Dundo Group

#### Albergues
Hay tres albergues/cabañas:
- Skyland Resort
- Big Meadows
- Lewis Mountain Cabins

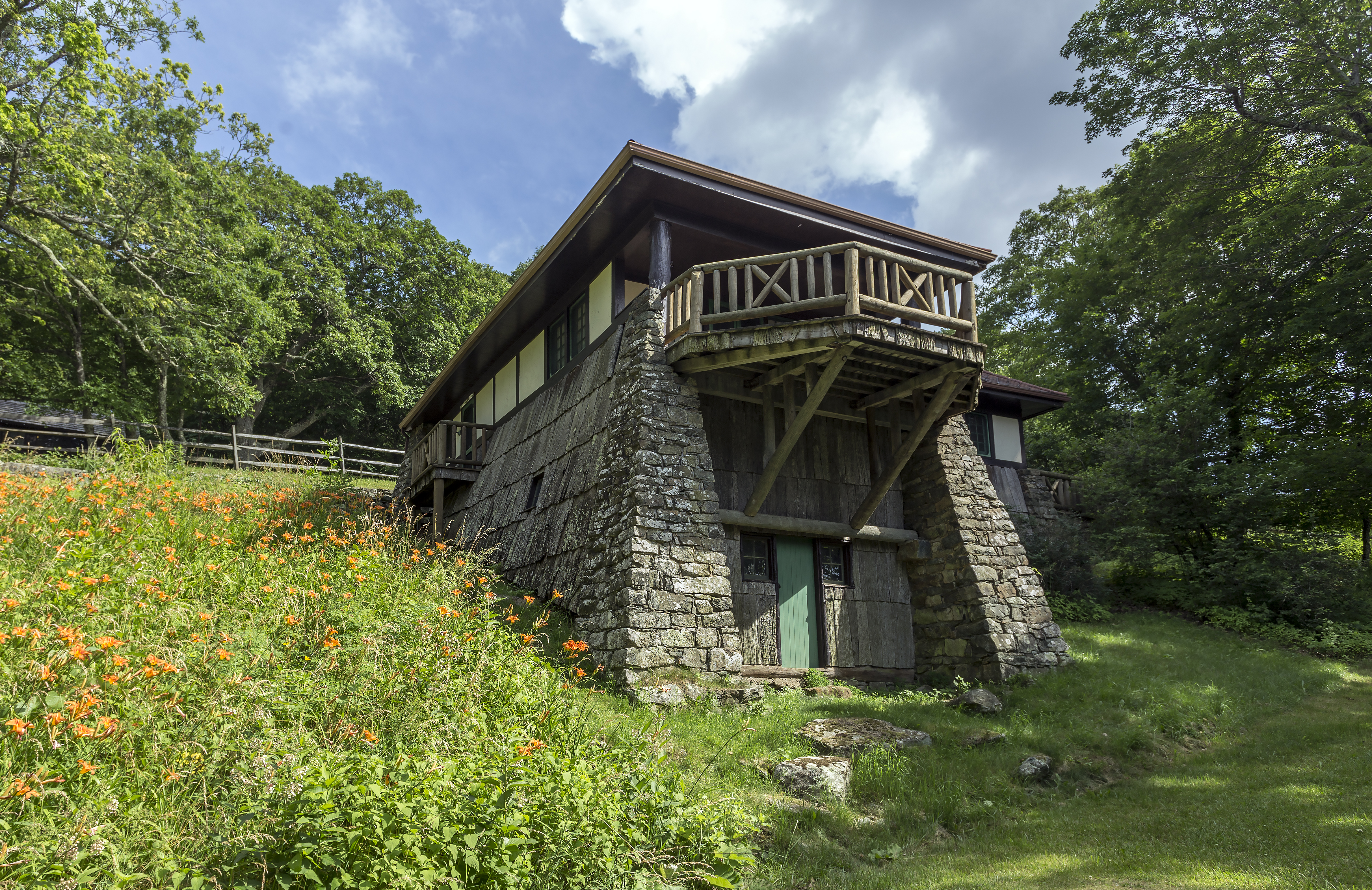
Massanutten Lodge en Skyland Resort

Las cabañas están ubicadas en Skyland y Big Meadows. El centro de visitantes Harry F. Byrd del parque también se encuentra en Big Meadows. Otro centro de visitantes se encuentra en Dickey Ridge. Los campamentos están ubicados en Mathews Arm, Big Meadows, Lewis Mountain y Loft Mountain.
Rapidan Camp, el retiro de pesca presidencial restaurado que Herbert Hoover construyó en el río Rapidan en 1929, se accede por una caminata de ida y vuelta de 6.6 km en Mill Prong Trail, que comienza en Skyline Drive en Milam Gap (Mile 52.8). El SPN también ofrece viajes guiados en camioneta que parten del Byrd Center en Big Meadows.
El parque nacional Shenandoah es uno de los más aptos para perros del sistema de parques nacionales. Todos los campamentos permiten perros, y se permiten perros en casi todos los senderos, incluido el sendero de los Apalaches, si se mantienen con correa (6 pies o menos). No se permiten perros en diez senderos: Fox Hollow Trail, Stony Man Trail, Limberlost Trail, Cruce de la oficina de correos a Old Rag Shelter, Old Rag Ridge Trail, Old Rag Saddle Trail, Dark Hollow Falls Trail, Story of the Forest Trail, Bearfence Mountain Sendero, Frazier Discovery Trail. Estos diez senderos no alcanzan un total de 20 millas de las 500 millas de senderos del parque nacional Shenandoah.
Los arroyos y ríos en el parque son muy populares entre los pescadores con mosca de truchas de arroyo nativas.

### Cascadas
Muchas cascadas se encuentran dentro de los límites del parque. A continuación se muestra una lista de caídas importantes.
| Caídas             | Altura   | Locación                                                                       | Descripción |
| ------------------ | -------- | ------------------------------------------------------------------------------ | --- |
| Overall Run        | 28 m     | Milla 21.1, estacionamiento al sur de Hogback Overlook                         | La cascada más alta del parque. Caminata de ida y vuelta de 10 km. Vaya antes de junio, ya que esta cascada tiende a secarse. |
| Whiteoak Canyon    | 26 m     | Mile 42.6, área de estacionamiento de Whiteoak Canyon                          | Whiteoak Canyon tiene una serie de seis cascadas, la primera (y la más alta) 28 m. No todas las cataratas son fácilmente accesibles desde el sendero. Empiece por el más bajo y suba hasta la cascada más alta.                                                                                         |
| Cedar Run          | 10 m     | Milla 45.6, área de estacionamiento de Hawksbill Gap                           | Difícil caminata de ida y vuelta de 5 km. Las vistas a lo largo del camino incluyen cascadas, pozas para nadar y toboganes de rocas naturales de diferentes longitudes. |
| Rose River         | 20 m     | Milla 49.4, estacionamiento en Fishers Gap Overlook                            | Una caminata de ida y vuelta de 4 km. También se puede hacer como una caminata de bucle más larga. |
| Dark Hollow Falls  | 21 m     | Milla 50.7, área de estacionamiento de Dark Hollow Falls                       | Caminata de ida y vuelta de 2 km. La cascada más cercana a Skyline Drive y la más popular. No se permiten mascotas en este sendero. |
| Lewis Falls        | 25 m     | Milla 51.4, estacionamiento al sur de Big Meadows, junto a una vía de servicio | Caminata de ida y vuelta de 3 km. |
| South River Falls  | 25 m     | Milla 62.8, parque en el área de pícnic de South River                         | Caminata circular de 5 km hasta un mirador sobre las cataratas. También hay un sendero rocoso de ida y vuelta de 2 km que va hasta la base de las cataratas. El "atajo" está antes del mirador, pero tenga cuidado con las serpientes de agua, ya que son muy comunes en esta área.                     |
| Doyles River Falls | 9 y 19 m | Milla 81.1, área de estacionamiento del río Doyles                             | Una caminata de ida y vuelta de 4.8 km para ver las cataratas superiores e inferiores. Asegúrese de pasar un poco más allá del punto de observación de las cataratas inferiores para una mejor vista. También se puede convertir en un sendero circular de 12.6 km que también pasa por Jones Run Falls |
| Jones Run Falls    | 13 m     | Milla 84.1, área de estacionamiento de Jones Run                               | Una caminata de ida y vuelta de 5.8 km. También se puede convertir en una caminata de bucle más larga que pasa por las cataratas superiores e inferiores del río Doyles |

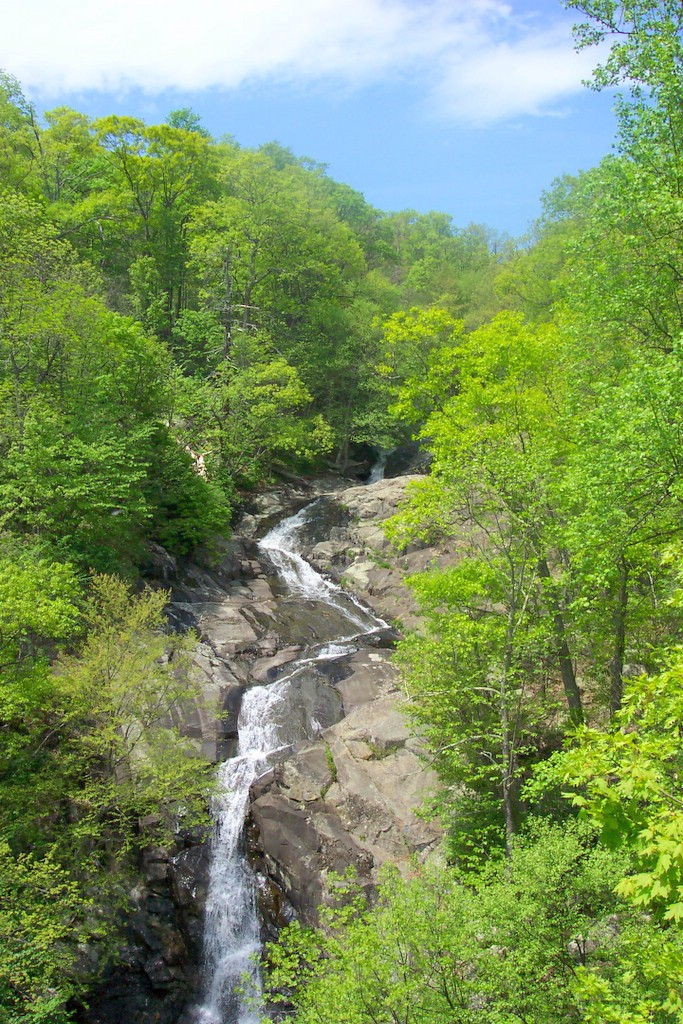
Whiteoak Canyon
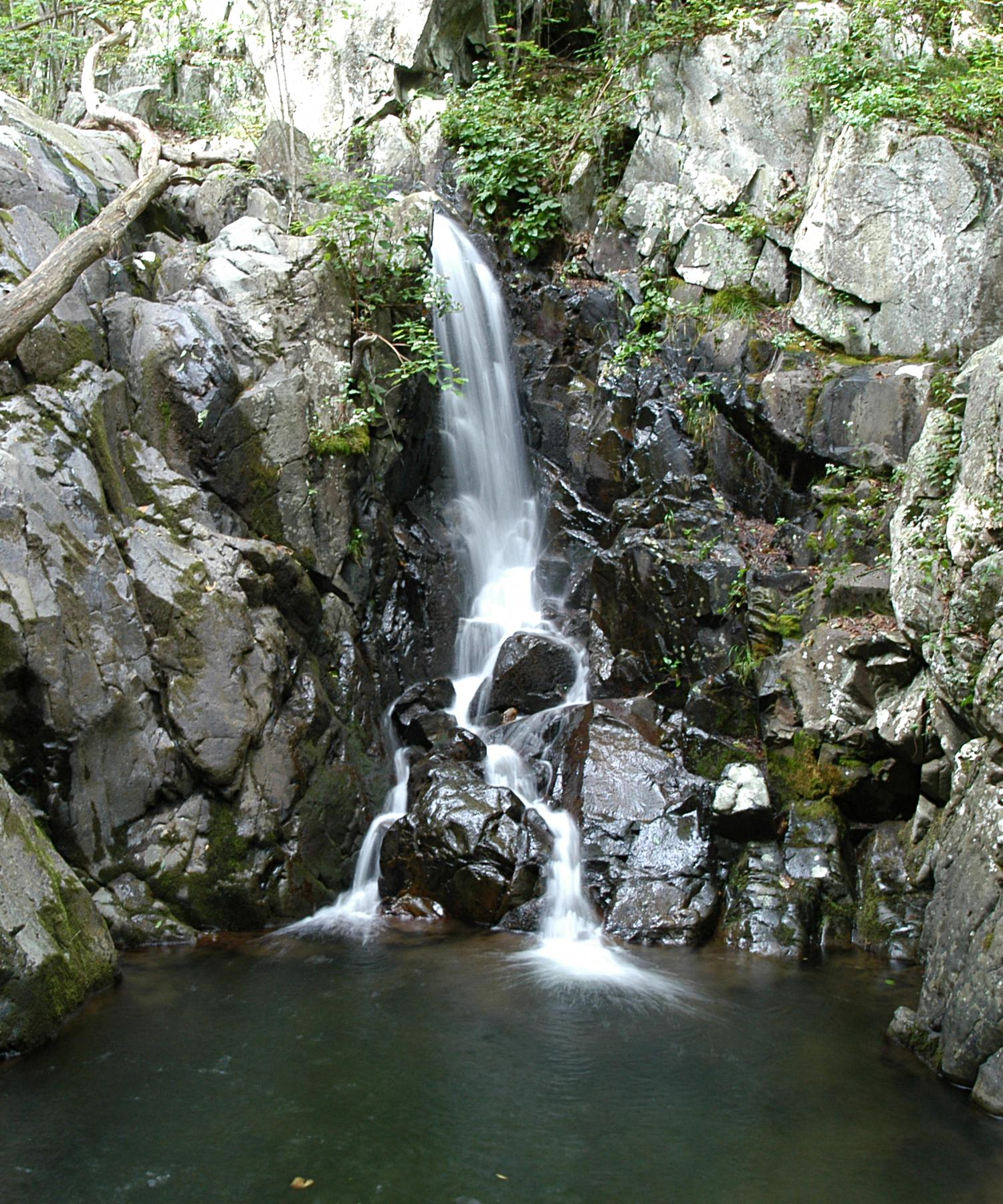
Rose River Falls
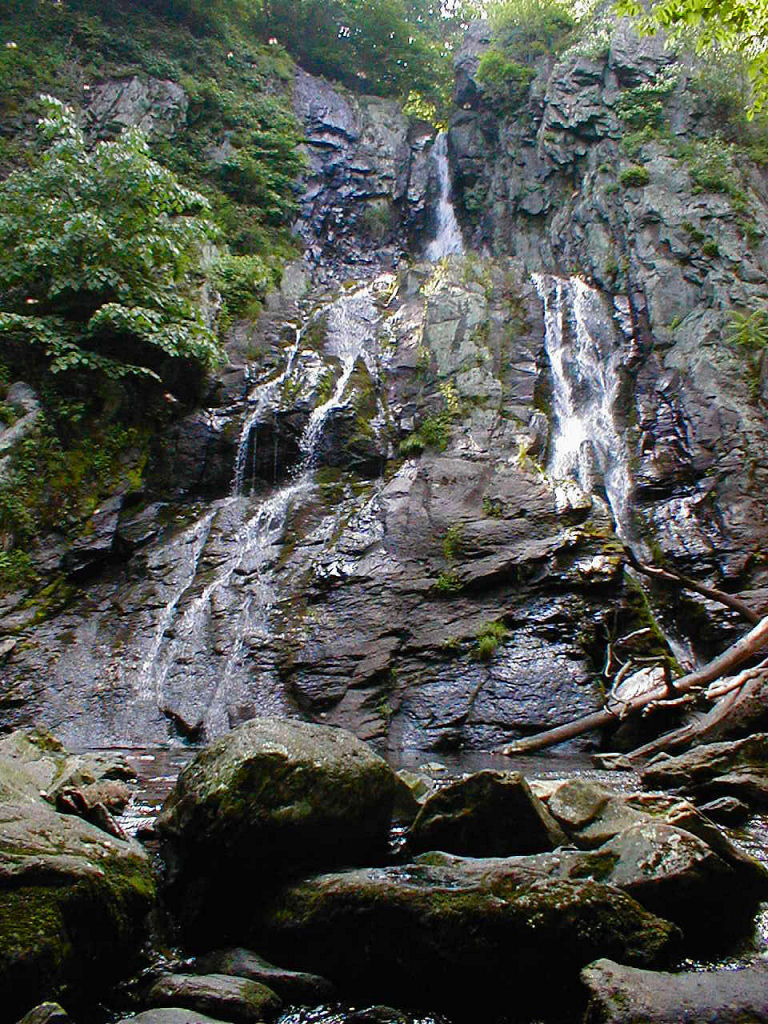
South River Falls
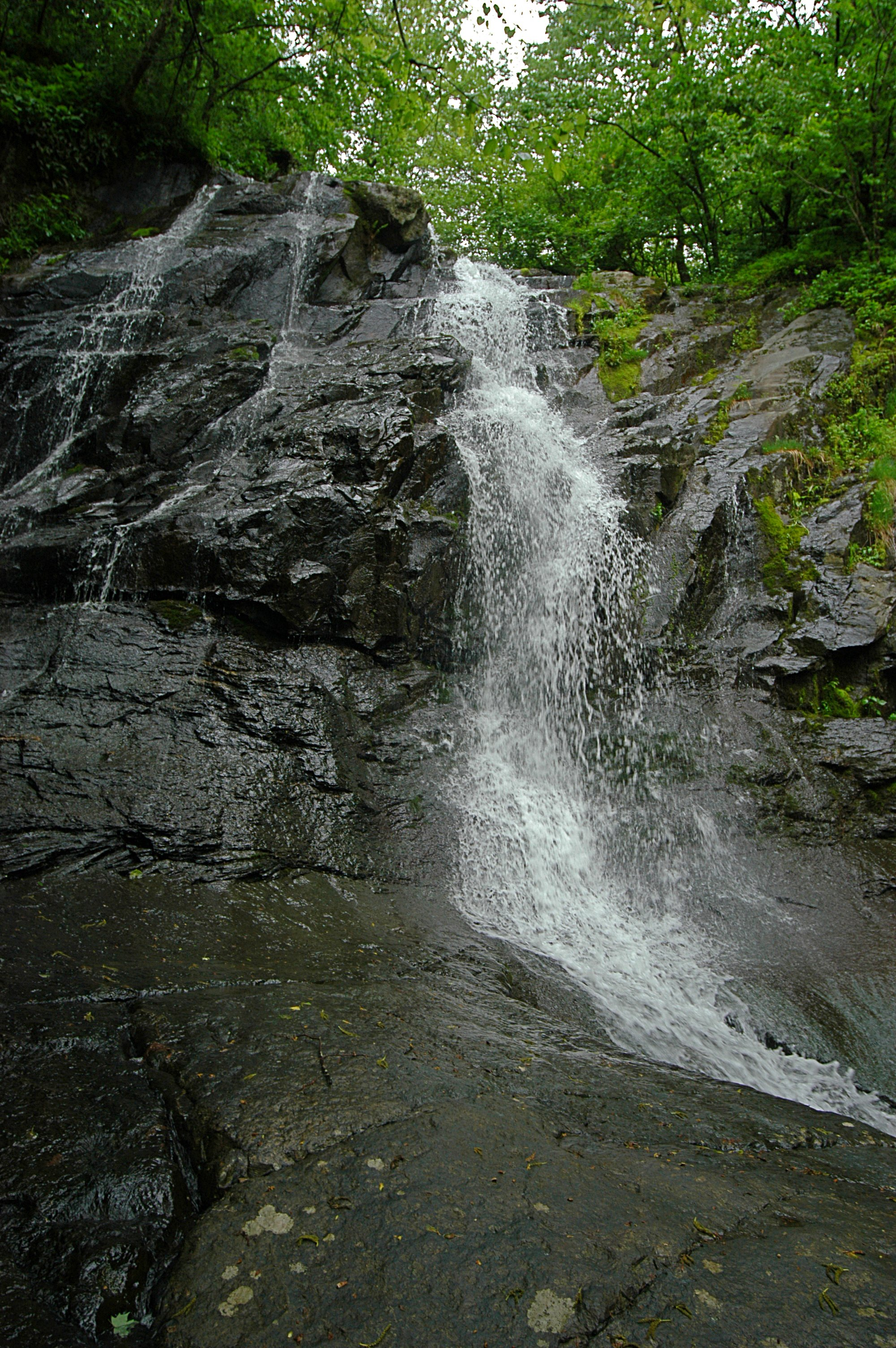
Jones Run Falls

### Rutas de senderismo

#### Sendero de Dark Hollow Falls

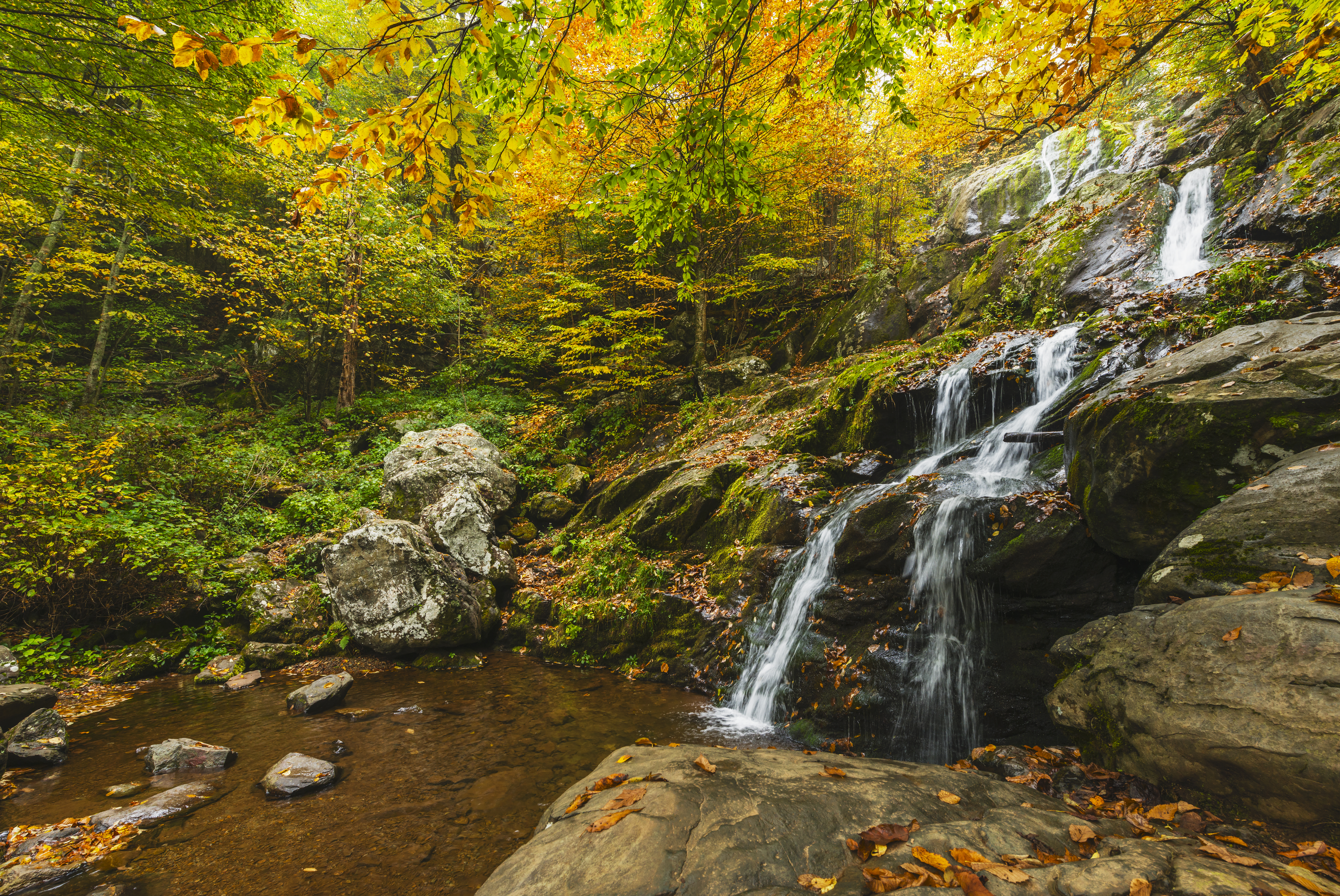
Dark Hollow Falls

Comenzando en la milla 50.7 de Skyline Drive cerca del Centro de visitantes de Byrd, Dark Hollow Falls Trail conduce cuesta abajo junto a Hogcamp Branch hasta Dark Hollow Falls, una cascada de 70 pies. La distancia desde el comienzo del sendero hasta la base de las cataratas es de 0.7 millas, aunque el sendero continúa más allá de ese punto, cruzando el arroyo y conectando con el camino de incendios del río Rose. Se puede observar diversa fauna a lo largo del sendero, incluidos avistamientos ocasionales de osos negros y serpientes de cascabel de madera. Si bien el sendero es relativamente corto, algunas partes son empinadas y pueden resultar desafiantes para algunos visitantes. No hay vista desde el borde de las cataratas y las rocas resbaladizas hacen que no sea aconsejable dejar el sendero.

## Clima
Según el sistema de clasificación climática de Köppen, el parque nacional Shenandoah tiene un clima continental templado con veranos cálidos y sin estación seca (Dfb). Según el Departamento de Agricultura de los Estados Unidos, la zona de rusticidad de las plantas en el centro de visitantes de Big Meadows (1071 m) es 6a con una temperatura mínima extrema anual promedio de -7.1 °F (-21.7 °C).
| Parámetros climáticos promedio de Big Meadows, Virginia (station elevation 3,540ft) | Parámetros climáticos promedio de Big Meadows, Virginia (station elevation 3,540ft) | Parámetros climáticos promedio de Big Meadows, Virginia (station elevation 3,540ft) | Parámetros climáticos promedio de Big Meadows, Virginia (station elevation 3,540ft) | Parámetros climáticos promedio de Big Meadows, Virginia (station elevation 3,540ft) | Parámetros climáticos promedio de Big Meadows, Virginia (station elevation 3,540ft) | Parámetros climáticos promedio de Big Meadows, Virginia (station elevation 3,540ft) | Parámetros climáticos promedio de Big Meadows, Virginia (station elevation 3,540ft) | Parámetros climáticos promedio de Big Meadows, Virginia (station elevation 3,540ft) | Parámetros climáticos promedio de Big Meadows, Virginia (station elevation 3,540ft) | Parámetros climáticos promedio de Big Meadows, Virginia (station elevation 3,540ft) | Parámetros climáticos promedio de Big Meadows, Virginia (station elevation 3,540ft) | Parámetros climáticos promedio de Big Meadows, Virginia (station elevation 3,540ft) | Parámetros climáticos promedio de Big Meadows, Virginia (station elevation 3,540ft) |
| Mes                                                                                 | Ene.                                                                                | Feb.                                                                                | Mar.                                                                                | Abr.                                                                                | May.                                                                                | Jun.                                                                                | Jul.                                                                                | Ago.                                                                                | Sep.                                                                                | Oct.                                                                                | Nov.                                                                                | Dic.                                                                                | Anual                                                                               |
| ----------------------------------------------------------------------------------- | ----------------------------------------------------------------------------------- | ----------------------------------------------------------------------------------- | ----------------------------------------------------------------------------------- | ----------------------------------------------------------------------------------- | ----------------------------------------------------------------------------------- | ----------------------------------------------------------------------------------- | ----------------------------------------------------------------------------------- | ----------------------------------------------------------------------------------- | ----------------------------------------------------------------------------------- | ----------------------------------------------------------------------------------- | ----------------------------------------------------------------------------------- | ----------------------------------------------------------------------------------- | ----------------------------------------------------------------------------------- |
| Temp. máx. abs. (°C)                                                                | 20                                                                                  | 18.9                                                                                | 25.6                                                                                | 30.6                                                                                | 31.7                                                                                | 31.1                                                                                | 35                                                                                  | 33.3                                                                                | 32.2                                                                                | 28.9                                                                                | 23.9                                                                                | 20                                                                                  | 35                                                                                  |
| Temp. máx. media (°C)                                                               | 2.3                                                                                 | 3.5                                                                                 | 7.7                                                                                 | 13.8                                                                                | 18.6                                                                                | 22.4                                                                                | 24.1                                                                                | 23.4                                                                                | 20.1                                                                                | 14.8                                                                                | 8.9                                                                                 | 3.8                                                                                 | 13.6                                                                                |
| Temp. mín. media (°C)                                                               | -7.6                                                                                | -6.8                                                                                | -3.2                                                                                | 2.1                                                                                 | 7.5                                                                                 | 11.9                                                                                | 14                                                                                  | 13.3                                                                                | 9.9                                                                                 | 4.3                                                                                 | -0.9                                                                                | -5.9                                                                                | 3.2                                                                                 |
| Temp. mín. abs. (°C)                                                                | -33.9                                                                               | -25.6                                                                               | -21.1                                                                               | -13.9                                                                               | -7.8                                                                                | -0.6                                                                                | 1.1                                                                                 | -0.6                                                                                | -3.9                                                                                | -11.1                                                                               | -18.3                                                                               | -26.1                                                                               | -33.9                                                                               |
| Precipitación total (mm)                                                            | 90.4                                                                                | 77.7                                                                                | 103.1                                                                               | 102.4                                                                               | 120.1                                                                               | 119.6                                                                               | 115.3                                                                               | 124                                                                                 | 130                                                                                 | 123.4                                                                               | 110.5                                                                               | 91.7                                                                                | 1308.4                                                                              |
| Nevadas (cm)                                                                        | 26.7                                                                                | 24.1                                                                                | 21.3                                                                                | 4.3                                                                                 | 0                                                                                   | 0                                                                                   | 0                                                                                   | 0                                                                                   | 0                                                                                   | 1.8                                                                                 | 9.1                                                                                 | 16.8                                                                                | 104.1                                                                               |
| Días de precipitaciones (≥ 1 mm)                                                    | 9                                                                                   | 8                                                                                   | 10                                                                                  | 10                                                                                  | 12                                                                                  | 11                                                                                  | 12                                                                                  | 11                                                                                  | 10                                                                                  | 9                                                                                   | 8                                                                                   | 8                                                                                   | 118                                                                                 |
| Días de nevadas (≥ 1 mm)                                                            | 7                                                                                   | 6                                                                                   | 4                                                                                   | 1                                                                                   | 0                                                                                   | 0                                                                                   | 0                                                                                   | 0                                                                                   | 0                                                                                   | 0                                                                                   | 3                                                                                   | 5                                                                                   | 28                                                                                  |
| Fuente: http://www.wrcc.dri.edu/cgi-bin/cliMAIN.pl?va0720                           |                                                                                     |                                                                                     |                                                                                     |                                                                                     |                                                                                     |                                                                                     |                                                                                     |                                                                                     |                                                                                     |                                                                                     |                                                                                     |                                                                                     |                                                                                     |

## Ecología

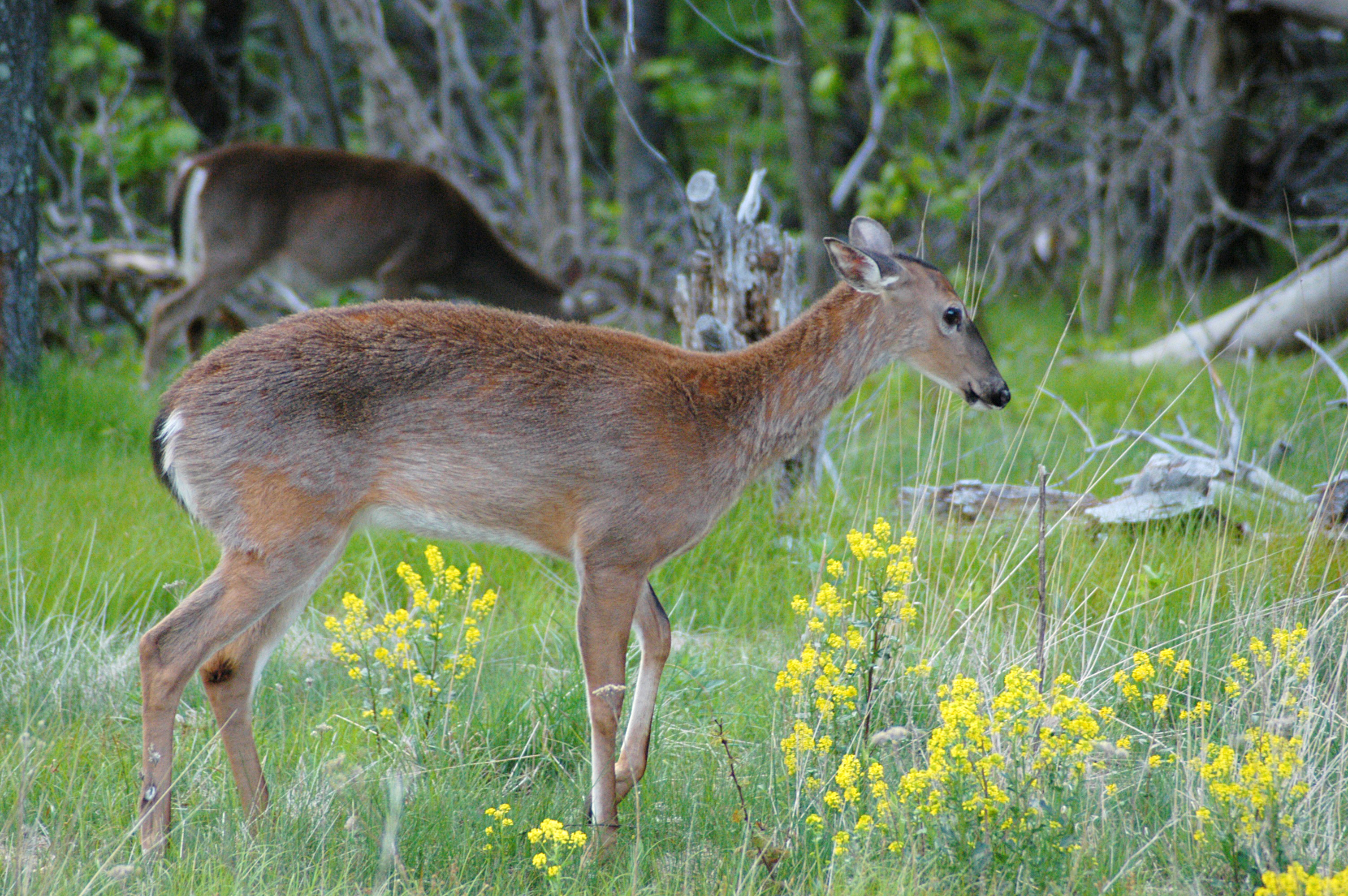
Ciervos en Tanner Ridge Overlook

El clima del parque y su flora y fauna son típicos de las regiones montañosas del bosque oriental del Atlántico Medio, mientras que una gran parte de las especies comunes también son típicas de los ecosistemas en altitudes más bajas. El tipo de vegetación natural potencial de A. W. Kuchler para el parque es el roble de los Apalaches (104) dentro de una forma de vegetación de bosque de frondosas del este (25), también conocido como bosque templado latifoliado y mixto.
Los pinos predominan en las caras suroeste de algunas de las laderas más al sur, donde también puede crecer naturalmente un cactus ocasional. Por el contrario, es más probable que algunos de los aspectos del noreste tengan rodales pequeños pero densos de abetos y musgos amantes de la humedad en abundancia. Otras plantas que se encuentran comúnmente incluyen roble, nogal, castaño, arce, álamo tulipán, laurel de montaña, algodoncillo, margaritas y muchas especies de helechos. El castaño americano, una vez predominante, fue efectivamente extinguido por un hongo conocido como el tizón del castaño durante la década de 1930; aunque el árbol continúa creciendo en el parque, no alcanza la madurez y muere antes de poder reproducirse. Varias especies de robles reemplazaron a los castaños y se convirtieron en la especie arbórea dominante. Las infestaciones de polillas gitanas que comenzaron a principios de la década de 1990 comenzaron a erosionar el dominio de los bosques de robles, ya que las polillas consumirían principalmente las hojas de los robles. Aunque las polillas gitanas parecen haber disminuido, continúan afectando el bosque y han destruido casi el diez por ciento de los robledales.

## Fauna silvestre

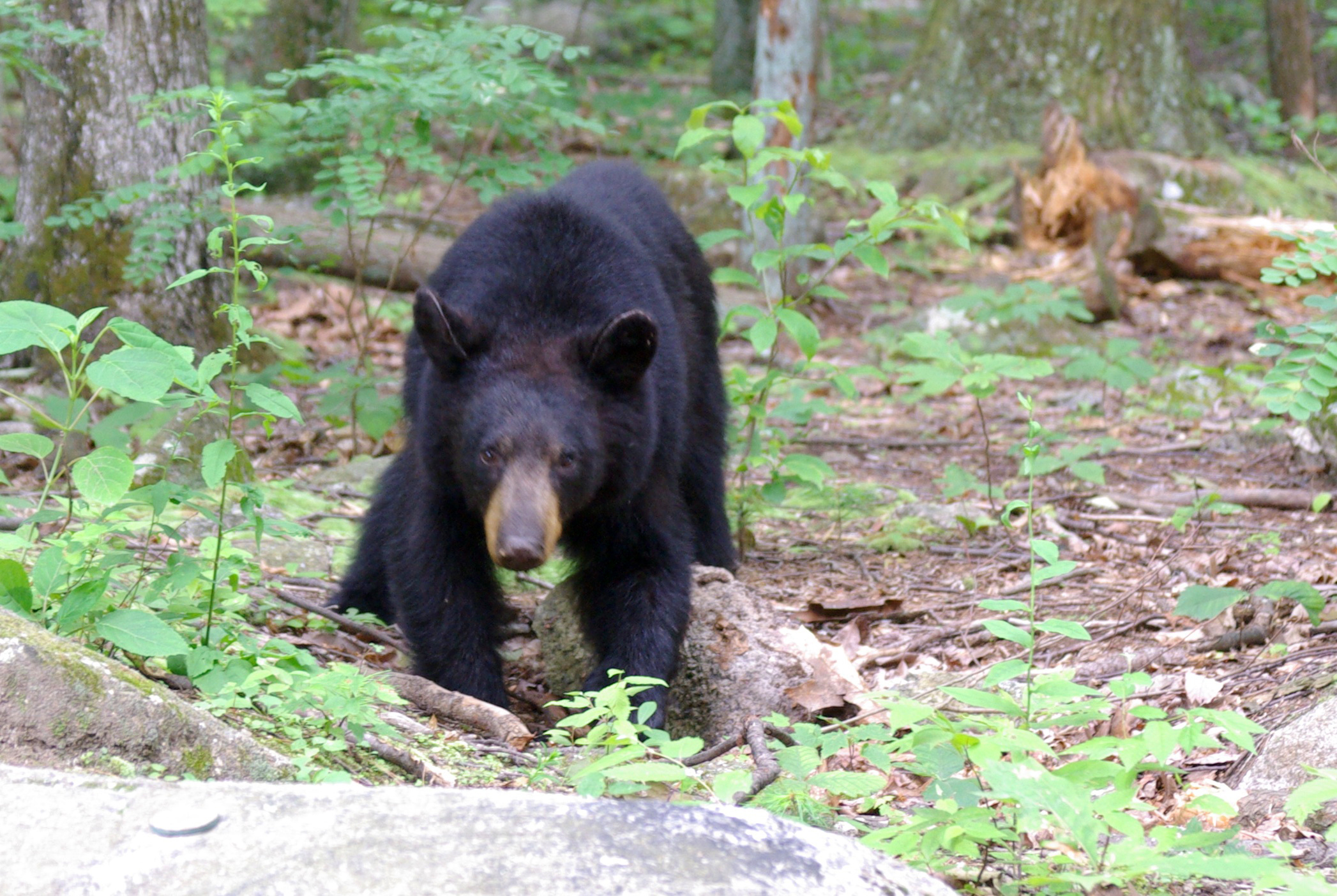
Oso negro americano juvenil en Old Rag Mountain

Los mamíferos incluyen oso negro, coyote, zorrillo rayado, zorrillo manchado, mapache, castor, nutria de río, zarigüeya, marmota, dos especies de zorros, venado de cola blanca y conejo de rabo blanco. Aunque sin fundamento, se han reportado algunos avistamientos de pumas en áreas remotas del parque. Más de 200 especies de aves viven en el parque durante al menos parte del año. Unos treinta viven en el parque durante todo el año, incluido el búho barrado, el carbonero de Carolina, el halcón de cola roja y el pavo salvaje. El halcón peregrino fue reintroducido en el parque a mediados de la década de 1990 y, a finales del siglo XX, había numerosas parejas anidadoras en el parque. Se han documentado treinta y dos especies de peces en el parque, incluidas la trucha de arroyo, la trucha nariz larga y nariz negra oriental, y el cacho de cabeza azul.

## Programas de guardabosques
Los guardaparques organizan varios programas desde la primavera hasta el otoño. Estos incluyen caminatas guiadas por guardabosques, así como discusiones sobre la historia, la flora y la fauna. Shenandoah Live es una serie en línea donde los oyentes pueden conversar en vivo con los guardaparques y aprender sobre algunas de las características del parque. Los guardabosques discuten una amplia gama de temas mientras responden preguntas y hablan con expertos del campo.

## Programa de artista en residencia
En 2014, bajo el liderazgo del superintendente Jim Northup, el parque nacional Shenandoah estableció un Programa de Artista en Residencia administrado por el Fideicomiso del parque nacional Shenandoah, el socio filantrópico del parque. La fotógrafa Sandy Long fue seleccionada como la primera artista en residencia del parque. Los resultados de la residencia de Long se presentaron en la exposición fotográfica "Belleza salvaje: La naturaleza artística del parque nacional Shenandoah" celebrada en la Galería de Arte Looking Glass en el histórico Hawley Silk Mill, en Hawley, Pensilvania.